# Амбиграмма

Слово «Wikipedia» как амбиграмма (разворот на 180°)

Амбигра́мма (от лат. ambi — «двойной» и др.-греч. γράμμα — «буква») — каллиграфический узор, позволяющий совместить два различных прочтения из одного и того же набора линий.
Литературным прообразом амбиграмм можно считать палиндромы — слова или наборы слов, которые читаются одинаково как слева направо, так и справа налево. Амбиграммы как развлечение дизайнеров и головоломки стали популярными в конце XX века. Первые амбиграммы были опубликованы в британской газете[какой?][когда?]. Примечательно, что тогда лишь некоторые слова считались подходящими для амбиграммы.
Русские поэты и писатели, например, Дмитрий Авалиани, придумали амбиграммы нескольких видов: «листовертень» (поворот на 180°), «ортогонал» (поворот на 90°), «двоевзор» (читаются разные слова без поворота листа). Амбиграммы могут быть симметричными и асимметричными.
Числа также могут образовывать амбиграммы, при этом они могут состоять из симметричных цифр (0, 8, в некотором написании 1) или переходящих друг в друга при повороте (6−9, в некотором написании 2−5). См. последовательность A000787 в OEIS (там они названы стробограммами).

Изображение знаменитой амбиграммы с обложки книги «Гёдель, Эшер, Бах: эта бесконечная гирлянда»

Одна из самых знаменитых 3D-амбиграмм появилась на обложке книжки «Гёдель, Эшер, Бах: эта бесконечная гирлянда», где сложный геометрический объект имеет три различные тени по первым буквам знаменитых людей: философа Курта Гёделя, художника М. К. Эшера и композитора Иоганна Себастьяна Баха. Книга исследует параллели в работах и биографиях этих людей и на более глубоком уровне представляет подробное освещение концепций, на которых основываются математика, симметрия и разум.